# Cordillera Azul
Die Cordillera Azul (azul span. für „blau“) ist ein Gebirgszug im zentralen Norden Perus. Sie bildet einen Teil der peruanischen Ostkordillere.

## Lage
Die Cordillera Azul erstreckt sich in Nord-Süd-Richtung über eine Länge von 330 km entlang der Grenze der Regionen San Martín und Huánuco im Westen und den Regionen Loreto und Ucayali im Osten. Im Norden findet der Gebirgszug seine Fortsetzung in der Cordillera Escalera. Entlang der Westflanke fließt der Río Huallaga nach Norden. Im Osten grenzt das Gebirge direkt an das Amazonastiefland. Die Ostflanke wird über den Río Ucayali entwässert. Im Süden verschmilzt das Gebirge mit der peruanischen Zentralkordillere. Im äußersten Süden liegen die Quellgebiete von Río Tulumayo und Río Aguaytía. Im Süden erreicht die Cordillera Azul eine maximale Höhe von etwa 2350 m. Größere Flüsse, die in der Cordillera Azul entspringen, sind Río Pucayacu, Río Biavo, Río Chipurana, Río Cushabatay, Río Pisqui und Río Aguaytía.

## Ökologie
Die Cordillera Azul ist hauptsächlich mit Regenwald bedeckt und weist eine hohe Biodiversität auf. Sie bildet den Lebensraum vieler bedrohter Tierarten. Im Jahr 2001 wurde der 13.531,9 km² große Nationalpark Cordillera Azul eingerichtet.